# Baikal (Getränk)
Baikal ist ein nicht-alkoholisches Erfrischungsgetränk aus Russland. Die Grundlage des Getränks besteht aus Wasser, aber es enthält ebenso Kräuterextrakte, Zucker, Zitronen- und Kohlensäure. Außerdem sind Schwarzteeextrakt, Taigawurzel, Kardamomöl, Eukalyptusöl, Zitronenöl, Süßholz, Johanniskraut und Lorbeer in Teilen enthalten.

## Geschichte
Die Produktion von Baikal begann im Jahr 1969 in der Sowjetunion. Sie wurde als ein Gegenstück zur amerikanischen Coca-Cola entwickelt. Der Name Baikal sollte ein Symbol für reine und einzigartige Natur darstellen, in Anlehnung an den gleichnamigen Baikalsee.
Die ursprüngliche Rezeptur wurde 1973 geändert, als Pepsi-Cola mit eigener Produktion in der Sowjetunion startete. Baikal war das offizielle Getränk der Moskauer Olympischen Spiele 1980.

## Heute

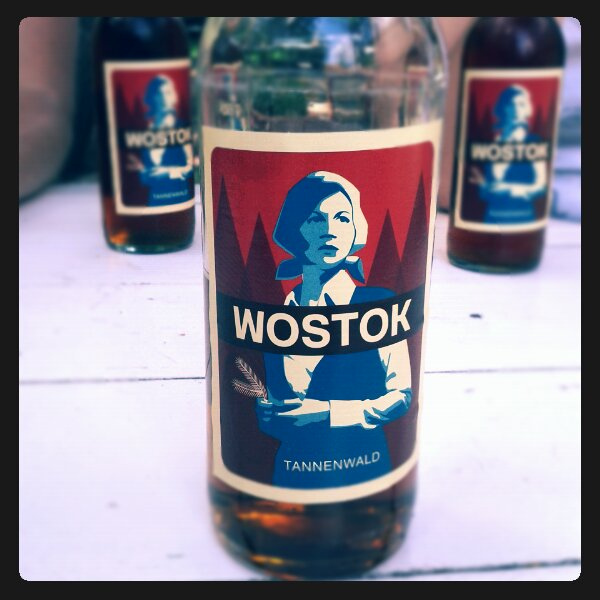
Wostok – Sorte: Tannenwald

Zurzeit gibt es verschiedene Limonaden mit Guaranaextrakt und Koffein, welche sich Baikal nennen. Die Frage nach der Ähnlichkeit zur ursprünglichen sowjetischen Rezeptur ist dabei ungeklärt.
Eine bekanntere Marke, welche ebenfalls von Baikal inspiriert ist, nennt sich Wostok (russisch für "Osten"). Die Sorte "Tannenwald" soll auf der ursprünglichen Rezeptur von 1973 basieren.